# Alisa Camplin
Alisa Camplin (ur. 10 listopada 1974 w Melbourne) – australijska narciarka dowolna. Zdobyła złoty medal na igrzyskach olimpijskich w Salt Lake City oraz brązowy podczas igrzysk olimpijskich w Turynie. Ponadto wywalczyła złoty medal w skokach akrobatycznych na mistrzostwach świata w Deer Valley. Najlepsze wyniki w Pucharze Świata osiągnęła w sezonie 2003/2004, kiedy to zajęła 4. miejsce w klasyfikacji generalnej, a w klasyfikacji skoków akrobatycznych zdobyła małą kryształową kulę. Również w sezonie 2002/2003 wywalczyła małą kryształową kulę w klasyfikacji skoków akrobatycznych.
W 2006 r. zakończyła karierę.

## Osiągnięcia

### Igrzyska olimpijskie
| Miejsce | Dzień     | Rok  | Miejscowość    | Konkurencja        | Zwycięzca   |
| ------- | --------- | ---- | -------------- | ------------------ | ----------- |
| 1.      | 18 lutego | 2002 | Salt Lake City | Skoki akrobatyczne | –           |
| 3.      | 22 lutego | 2006 | Turyn          | Skoki akrobatyczne | Evelyne Leu |

### Mistrzostwa świata
| Miejsce | Dzień       | Rok  | Miejscowość | Konkurencja        | Zwycięzca      |
| ------- | ----------- | ---- | ----------- | ------------------ | -------------- |
| 7.      | 13 marca    | 1999 | Meiringen   | Skoki akrobatyczne | Jacqui Cooper  |
| 11.     | 20 stycznia | 2001 | Whistler    | Skoki akrobatyczne | Veronika Bauer |
| 1.      | 1 lutego    | 2003 | Deer Valley | Skoki akrobatyczne | –              |

### Puchar Świata

#### Miejsca w klasyfikacji generalnej
- sezon 1996/1997: 97.
- sezon 1997/1998: 66.
- sezon 1998/1999: 28.
- sezon 1999/2000: 12.
- sezon 2000/2001: 9.
- sezon 2001/2002: 42.
- sezon 2002/2003: 5.
- sezon 2003/2004: 4.
- sezon 2005/2006: 61.

#### Miejsca na podium
1. Livigno – 17 marca 2000 (Skoki akrobatyczne) – 3. miejsce
2. Mount Buller – 13 sierpnia 2000 (Skoki akrobatyczne) – 2. miejsce
3. Mount Buller – 9 września 2001 (Skoki akrobatyczne) – 2. miejsce
4. Mount Buller – 8 września 2002 (Skoki akrobatyczne) – 2. miejsce
5. Mont Tremblant – 12 stycznia 2003 (Skoki akrobatyczne) – 1. miejsce
6. Lake Placid – 17 stycznia 2003 (Skoki akrobatyczne) – 1. miejsce
7. Steamboat Springs – 7 lutego 2003 (Skoki akrobatyczne) – 1. miejsce
8. Špindlerův Mlýn – 1 marca 2003 (Skoki akrobatyczne) – 3. miejsce
9. Špindlerův Mlýn – 2 marca 2003 (Skoki akrobatyczne) – 3. miejsce
10. Mount Buller – 6 września 2003 (Skoki akrobatyczne) – 2. miejsce
11. Ruka – 5 grudnia 2003 (Skoki akrobatyczne) – 1. miejsce
12. Mont Tremblant – 11 stycznia 2004 (Skoki akrobatyczne) – 1. miejsce
13. Lake Placid – 18 stycznia 2004 (Skoki akrobatyczne) – 1. miejsce
14. Fernie – 25 stycznia 2004 (Skoki akrobatyczne) – 1. miejsce
15. Deer Valley – 31 stycznia 2004 (Skoki akrobatyczne) – 1. miejsce
16. Harbin – 14 lutego 2004 (Skoki akrobatyczne) – 1. miejsce
17. Harbin – 15 lutego 2004 (Skoki akrobatyczne) – 3. miejsce
18. Špindlerův Mlýn – 28 lutego 2004 (Skoki akrobatyczne) – 2. miejsce
19. Sauze d’Oulx – 10 marca 2004 (Skoki akrobatyczne) – 1. miejsce

- W sumie 10 zwycięstw, 5 drugich i 4 trzecie miejsca.